# Gilze-Rijen vasútállomás
Gilze-Rijen vasútállomás vasútállomás Hollandiában, Gilze en Rijen községben, Rijen településen.

## Vasútvonalak
Az állomást az alábbi vasútvonalak érintik:
- Breda–Eindhoven-vasútvonal

## Kapcsolódó állomások
A vasútállomáshoz az alábbi állomások vannak a legközelebb:
- Tilburg Reeshof vasútállomás
- Breda vasútállomás